# Sojuz MS-10
Sojuz MS-10 è stato un volo astronautico verso la Stazione Spaziale Internazionale (ISS) abortito pochi minuti dopo il lancio. Il lanciatore è decollato come previsto alle 8:40 UTC dell'11 ottobre 2018 dal Cosmodromo di Bayqoñyr con a bordo il comandante russo Aleksej Ovčinin e l'ingegnere di volo statunitense Nick Hague, ma, a causa di un'anomalia al momento della separazione di uno dei quattro booster laterali, il volo è stato interrotto e la missione abortita. La Sojuz ha quindi eseguito un rientro balistico atterrando (senza conseguenze per l'equipaggio) nella steppa a 20 chilometri dalla città di Zhezkazgan, in Kazakistan.
Parte del programma Sojuz, è stata la 139ª missione con equipaggio della navetta Sojuz dal primo volo avvenuto nel 1967 e la seconda ad aver fallito il raggiungimento dell'orbita 43 anni dopo la missione Sojuz 18-1. L'equipaggio avrebbe dovuto prender parte ad una missione di sei mesi durante le Expedition 57/58.

## Equipaggio
| Ruolo               | Equipaggio                                            | Equipaggio                                            |
| ------------------- | ----------------------------------------------------- | ----------------------------------------------------- |
| Comandante          | Aleksej Ovčinin, Roscosmos Expedition 57 Secondo volo | Aleksej Ovčinin, Roscosmos Expedition 57 Secondo volo |
| Ingegnere di volo 1 | Nick Hague, NASA Expedition 57 Primo volo             | Nick Hague, NASA Expedition 57 Primo volo             |

## Equipaggio di riserva
| Ruolo               | Equipaggio                              | Equipaggio                              |
| ------------------- | --------------------------------------- | --------------------------------------- |
| Comandante          | Oleg Kononenko, Roscosmos Expedition 57 | Oleg Kononenko, Roscosmos Expedition 57 |
| Ingegnere di volo 1 | David Saint-Jacques, CSA Expedition 57  | David Saint-Jacques, CSA Expedition 57  |

## Incidente durante il lancio

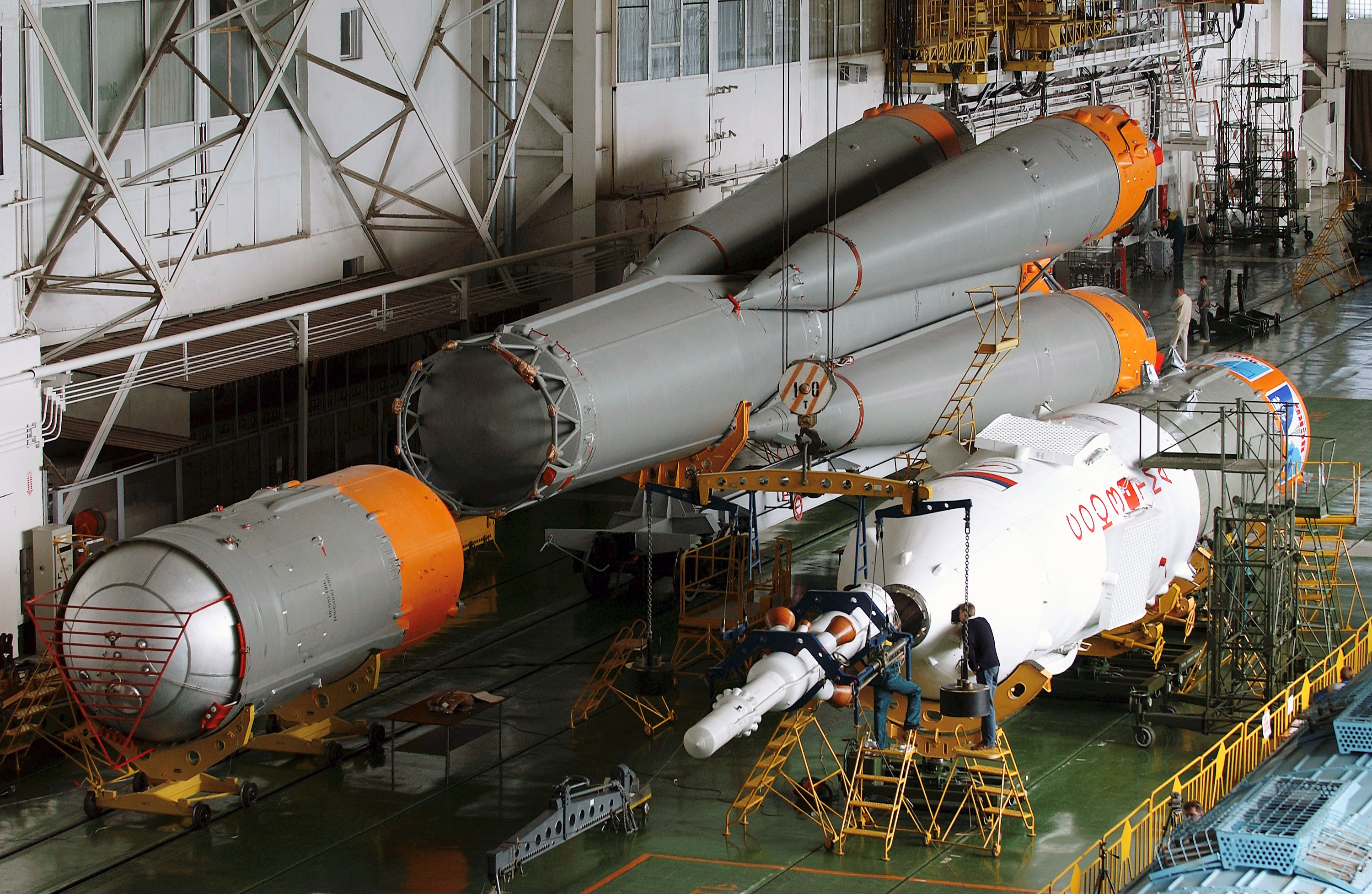
Tre (dei quattro) booster agganciati al core, il secondo stadio e l'ogiva bianca con la torre di fuga durante un assemblaggio a Baikonur nel 2004.

Il lancio della Sojuz MS-10 è avvenuto l'11 ottobre 2018 alle 8:40:15 UTC dalla rampa di lancio 1 del Cosmodromo di Bajkonur a bordo del razzo Sojuz FG. A T+114,16 sec di volo si è staccata la torre di fuga e a T+118 sec si sono separati i booster dal core, ed è in questa fase che è avvenuta l'anomalia. Affinché i booster si separino è necessario il funzionamento di un sensore che apre una valvola in cima al booster e lo spinge via con un getto di ossigeno liquido, in modo che i booster si allontanino andando a formare la cosiddetta Croce di Korolev. Mentre i sensori - e quindi le valvole - dei booster B, V, G hanno funzionato a dovere, il sensore del booster D è rimasto danneggiato durante l'assemblaggio del razzo nel Cosmodromo di Bayqoñyr, impedendo al booster D di separarsi in modo sicuro. Il booster D è rimasto agganciato al core ed è poi andato a collidere con esso, depressurizzandolo e facendogli perdere stabilità. A quel punto il computer di bordo della Sojuz MS-10 resosi conto dell'incidente ha spento i motori del core (T+121,57 sec) e ha attivato il Launch Escape System, allontanando il modulo di discesa e il modulo orbitale dal razzo in avaria. Durante la propulsione l'equipaggio ha raggiunto i 93 km e sopportato 6,7 g di accelerazione, per poi eseguire un rientro balistico. A T+155,18 sec si è aperto il paracadute che ha rallentato il modulo e ha portato l'equipaggio ad atterrare a circa 30 km dalla città di Zhezkazgan. Dal lancio all'atterraggio sono passati 19 minuti e 49 secondi. Le Squadre di soccorso e recupero sono partite circa alle 8:55 UTC dal Cosmodromo di Bayqoñyr e hanno raggiunto l'equipaggio alle 10:10 UTC. Dopo essere stati estratti dal modulo Ovčinin e Hague sono tornati a Zhezkazgan per essere sottoposti ai controlli medici. Constatate le loro buone condizioni, l'equipaggio è tornato a Bayqoñyr per ricongiungersi alle loro famiglie prima di passare la notte in ospedale sotto osservazione. La mattina successiva sono tornati al GCTC.

## Conseguenze dell'incidente
L'11 ottobre il presidente di Roscosmos, Dmitrij Rogozin, ha aperto un'inchiesta per indagare sulle cause dell'incidente. I risultati sono stati presentati il 1º novembre 2018 dal Presidente della Commissione d'inchiesta, Oleg Skorobogatov, in cui ha spiegato che le cause erano dovute ad un errore operativo in fase di assemblaggio che ha portato al danneggiamento di un sensore (inclinandolo di 6° 45') di un booster. I razzi pronti al volo con la stessa tipologia di sensori sono stati ispezionati e dichiarati nuovamente operativi. I lanci seguenti di un lanciatore Sojuz FG sono avvenuti senza problemi il 16 novembre 2018 con a bordo la navicella cargo Progress MS-10 ed il 3 dicembre 2018 con a bordo la navicella con equipaggio Sojuz MS-11.